# Konstantin Gennadjewitsch Nischegorodow
Konstantin Gennadjewitsch Nischegorodow (russisch Константин Геннадьевич Нижегородов; * 21. Juni 2002 in Moskau) ist ein russisch-ukrainischer Fußballspieler.

## Karriere
Nischegorodow begann seine Karriere in der Ukraine bei Tschornomorez Odessa. Zur Saison 2018/19 wechselte er nach Deutschland in die Jugend des FC Schalke 04. Zur Saison 2019/20 schloss er sich den A-Junioren von Hansa Rostock an, für die er zwei Jahre lang spielte.
Zur Saison 2021/22 wechselte der Innenverteidiger nach Russland zu Rubin Kasan. Sein Debüt in der Premjer-Liga gab er im September 2021 gegen Ural Jekaterinburg. Bis Saisonende kam er zu drei Einsätzen im Oberhaus, aus dem er mit Kasan aber abstieg. In der Saison 2022/23 kam er dann viermal in der Perwenstwo FNL zum Zug, mit Rubin schaffte er den direkten Wiederaufstieg.
Zur Saison 2023/24 wechselte er leihweise zu Zweitligist Arsenal Tula. Für Arsenal kam er zu 15 Einsätzen in der FNL. Zur Saison 2024/25 kehrte er nach Kasan zurück.

## Persönliches
Sein Vater Gennadi war ebenfalls Fußballspieler und russischer Nationalspieler, obwohl er aus dem ukrainischen Odessa stammt. Konstantin ist durch seine Großmutter zudem rumänischer Abstammung und beantragte für seinen Wechsel nach Deutschland einen rumänischen Pass. Sein Onkel Ilja Zymbalar († 2013) war ebenfalls ein aus Odessa stammender russischer Nationalspieler. Dessen Sohn Oleh, Konstantins Cousin, war auch Fußballspieler.